# L'Homme atlantique (film)
Pour le livre dont est tiré le film, voir L'Homme atlantique.
L'Homme atlantique est un moyen métrage réalisé par Marguerite Duras et sorti en 1981. Il est adapté du roman éponyme.

## Résumé
Évocation poétique de la tristesse et de la douleur d'une femme que l'homme qu'elle aime vient de quitter. Une grande partie du film se déroule dans le noir total, redonnant aux voix toute leur puissance.

## Fiche technique
- Réalisation : Marguerite Duras
- Scénario : Marguerite Duras
- Production : Des femmes filment / Ina / Productions Berthemont
- Pays d'origine :  France
- Format : Couleur - Mono
- Genre : drame
- Durée : 45 minutes
- Date de réalisation : 1981

## Distribution
- Yann Andréa : l'homme atlantique
- Marguerite Duras : voix